# Sara Giuliodori
Sara Giuliodori (Ancona, 5 giugno 1983) è una pallavolista italiana.
Gioca nel ruolo di centrale nella APAV Calcinelli-Lucrezia.

## Palmarès

### Club
- Coppa Italia di Serie A2: 2 (2010-11, 2011-12)
- Campionato di Serie A2: AGIL Novara (2012-2013)
- Campione d'Italia Under 18: 2000-2001
- Campione d'Italia Under 19: 2001-2002

### Premi individuali
- 2011 - Coppa Italia di Serie A2: MVP